# Rue Desaix (Nantes)
Pour les articles homonymes, voir Rue Desaix.
La rue Desaix est une voie de Nantes en France.

## Situation et accès
La rue Desaix,  située dans le quartier Malakoff - Saint-Donatien, relie la place Waldeck-Rousseau à la rue du Général-Buat, et traverse la place Alfred-Lallié au deux tiers de son parcours. Elle rencontre également les rues Général-Margueritte, de Clermont, Dufour et Saint-Donatien.

## Origine du nom
Elle est baptisée en l'honneur de Louis Charles Antoine Desaix, général français qui fit basculer le destin de la bataille de Marengo au cours de laquelle il trouva la mort le 14 juin 1800.

## Historique
À son ouverture, en 1882, la voie prend le nom de « rue Desaix » et suit approximativement le tracé de l'ancien « bas chemin du Coudray ». 
Vers 1896, la rue nouvellement aménagée, qui s'arrêtait en 1882 à la rue de Clermont (alors « chemin de Clermont »), puis en 1890 à la rue du Coudray, est prolongée jusqu'à la rue de Paris (aujourd'hui rue du Général-Buat), englobant le « petit chemin (ou petite rue) du Coudray » puis « rue des Enfants-Nantais », et la voie qui s'était appelée « rue d'Enfer » ou « petite rue de Paris ». L'actuelle rue des Écachoirs est une partie de l'ancien tracé du « bas chemin du Coudray »,.

## Voies secondaires

### Place Alfred-Lallié
Traversée d'est en ouest par la rue Desaix, cette place arborée, dont le nom rend hommage au député et historien nantais Alfred Lallié permet l'accès aux rues du Coudray, Saint-Rogatien, Amiral-Ronarc'h et François-Farineau.

### Rue du Coudray
Elle part de la place Alfred-Lallié et rejoint le boulevard des Belges. Son nom attribué en 1901 fait référence à l'ancien château du Coudray datant du XVIIe siècle, détruit en 1982 qui se situait au débouché sud de la rue, à l'angle nord-ouest de la place Alfred-Lallié. Durant le XVIIIe siècle la bâtisse servit de dépôt de mendicité et la chapelle fut utilisé comme lieu de culte clandestin aux prêtres réfractaires durant la Révolution.

### Rue Saint-Rogatien

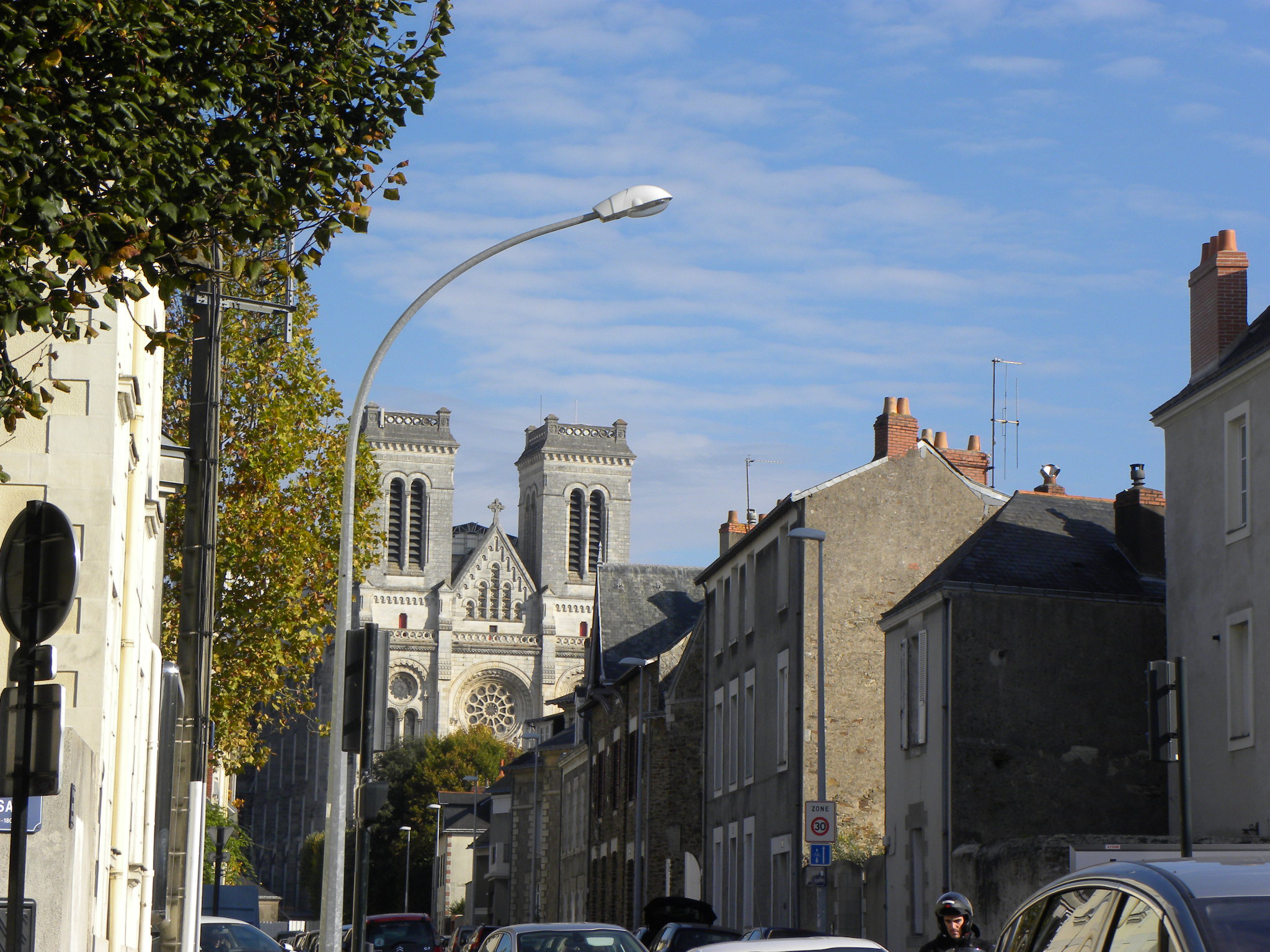
Rue Saint-Rogatien depuis la place Alfred-Lallié, au croisement de la rue Desaix.

Depuis la place Alfred-Lallié, la rue saint-Donatien mène directement à la place des Enfants-Nantais. Son nom fait référence à Saint Rogatien qui avec son frère Saint Donatien est le Saint patron de Nantes vénérés par la basilique Saint-Donatien-et-Saint-Rogatien située sur la place des Enfants-Nantais.

### Rue François-Farineau
Depuis la Place Alfred-Lallié, la rue François-Farineau descend vers la rue de la Béraudière. Le nom de la rue rend hommage à François Farineau (né en 1858), professeur dans l'actuel lycée Jules-Verne, qui devint conseiller municipal dès 1912 sous la municipalité de Paul Bellamy, avant de devenir adjoint au maire et conseiller cantonal du 2e Canton de Nantes.

## Coordonnées des lieux mentionnés
1. ↑  Place Alfred-Lallié : 47° 13′ 39″ N, 1° 32′ 42″ O
2. ↑  Rue du Coudray : 47° 13′ 52″ N, 1° 32′ 36″ O
3. ↑  Emplacement du château du Coudray : 47° 13′ 39″ N, 1° 32′ 43″ O
4. ↑  Rue Saint-Rogatien : 47° 13′ 42″ N, 1° 32′ 39″ O
5. ↑  Rue François-Farineau : 47° 13′ 42″ N, 1° 32′ 39″ O